# Петър Романовски
Петър Романовски (на руски: Пётр Арсениевич Романовский) е руски шахматист, международен майстор (1950). Той е също международен съдия и шахматен автор.

## Жизнен път
Романовски е двукратен шампион на Съветския съюз. Първата си титла завоюва на първенството, проведено в Петроград през 1923 г. През 1927 г. поделя титлата с Федор Богатирчук. На първенствата на страната през 1920 и 1924 г. завършва на втора позиция.
През 1935 г. е обявен за майстор на спорта на СССР.
Романовски има сериозен принос в изследването на мителшпила. Преди смъртта си публика две книги, посветени на тази тема. Те са приети на по-късен етап за класика в литературата, посветена на средния етап в развитието на шахматната партия.